# Adenocarpus complicatus
Adenocarpus complicatus là một loài thực vật có hoa trong họ Đậu. Loài này được (L.) Gay miêu tả khoa học đầu tiên.